# 大果玉心花
大果玉心花（学名：Randia wallichii）为茜草科茜草樹屬下的一个种。